# سالم الخیبری
سالم الخیبری (انگلیسی: Salem Al-Khaibari؛ زادهٔ ۶ اوت ۱۹۹۱) یک ورزشکار اهل عربستان سعودی است.
از باشگاه‌هایی که در آن بازی کرده‌است می‌توان به باشگاه فوتبال الفیصلی عربستان سعودی اشاره کرد.